# قرية النقيل (العدين)

تعديل مصدري - تعديل

قرية النقيل محلة تابعة لقرية دار عمير، التابعة لعزلة قصع حليان بمديرية العدين إحدى مديريات محافظة إب في الجمهورية اليمنية.، بلغ تعداد سكانها 155 حسب تعداد اليمن لعام 2004.